# Галерея современного искусства (Брисбен)
Галерея современного искусства в Брисбене (англ. Gallery of Modern Art, сокр. GOMA) — художественный музей современного искусства в Брисбене, Австралия, являющийся является частью Культурного центра Квинсленда.
Является крупнейшая галереей современного искусства в Австралии.

## История и деятельность
Галерея современного искусства открылась 2 декабря 2006 года. Это второе здание художественной галереи в Квинсленде наряду с Художественной галереей Квинсленда, расположенной в 150 метрах от неё. Недалеко находится Государственная библиотека Квинсленда.
Галерея имеет общую площадь более 25 000 м², а самый большой её выставочный зал — 1 100 квадратных метров. Здание было спроектировано в 2002 году сиднейской архитектурной фирмой Architectus по заказу правительства штата Квинсленд. Компания Architectus была награждена в 2007 году национальной премией Australian Institute of Architects в номинации Public Architecture за дизайн Галереи современного искусства.
Директором галереи является Крис Сэйнс (Chris Saines), до этого в течение 17 лет руководил Оклендской художественной галереей в Новой Зеландии.

### Выставки

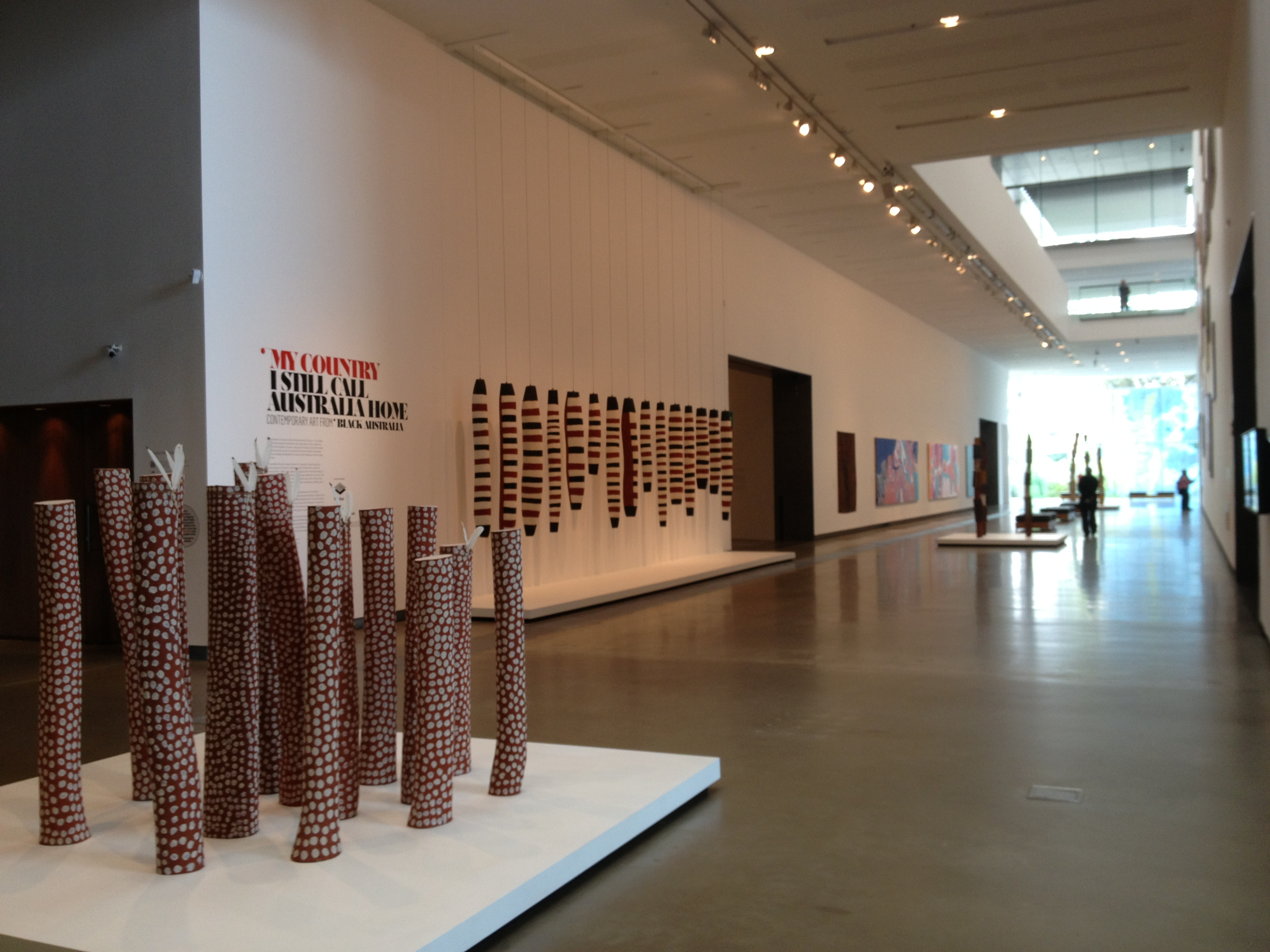
Фойе галереи

Галерея современного искусства в Брисбене с 2006 года проводит Азиатско-Тихоокеанское триеннале современного искусства (Asia Pacific Triennial of Contemporary Art) совместно с Квинслендской художественной галереей:
- 9-я триеннале современного искусства (APT9) (24 ноября 2018 — 28 апреля 2019);
- 8-я триеннале современного искусства (APT8) (21 ноября 2015 — 10 апреля 2016);
- 7-я триеннале современного искусства (APT7) (8 декабря 2012 — 14 апреля 2013);
- 6-я триеннале современного искусства (APT6) (5 декабря 2009 — 5 апреля 2010);
- 5-я триеннале современного искусства (APT5) (2 декабря 2006 — 27 мая 2007).

В числе ранее проведённых в галерее выставок выделяются такие персональные и тематические выставки:
- 2019 год — Mark Making: Perspectives of Drawing[7]; Бен Куилти[англ.] и Маргарет Олли[8].
- 2018 год — Патриция Пиччинини: Curious Affection; Яёи Кусама: Life is the Heart of a Rainbow; Рихтер, Герхард: The Life of Images.
- 2017 год — Marvel Comics: Creating the Cinematic Universe.
- 2016 год — Синди Шерман.
- 2015 год — Дэвид Линч: Between Two Worlds; Future Beauty: 30 Years of Japanese Fashion.
- 2014 год — Цай Гоцян: Falling Back to Earth.
- 2012 год — Анри Матисс: Drawing Life.
- 2011 год — Анри Картье-Брессон: The Man, The Image & The World; Surrealism: The Poetry of Dreams; 21st Century: Art in the First Decade.
- 2010 год — Valentino, Retrospective: Past/Present/Future; Ron Mueck.
- 2009 год — The China Project.
- 2008 год — Picasso & his collection.
- 2007 год — Энди Уорхол.

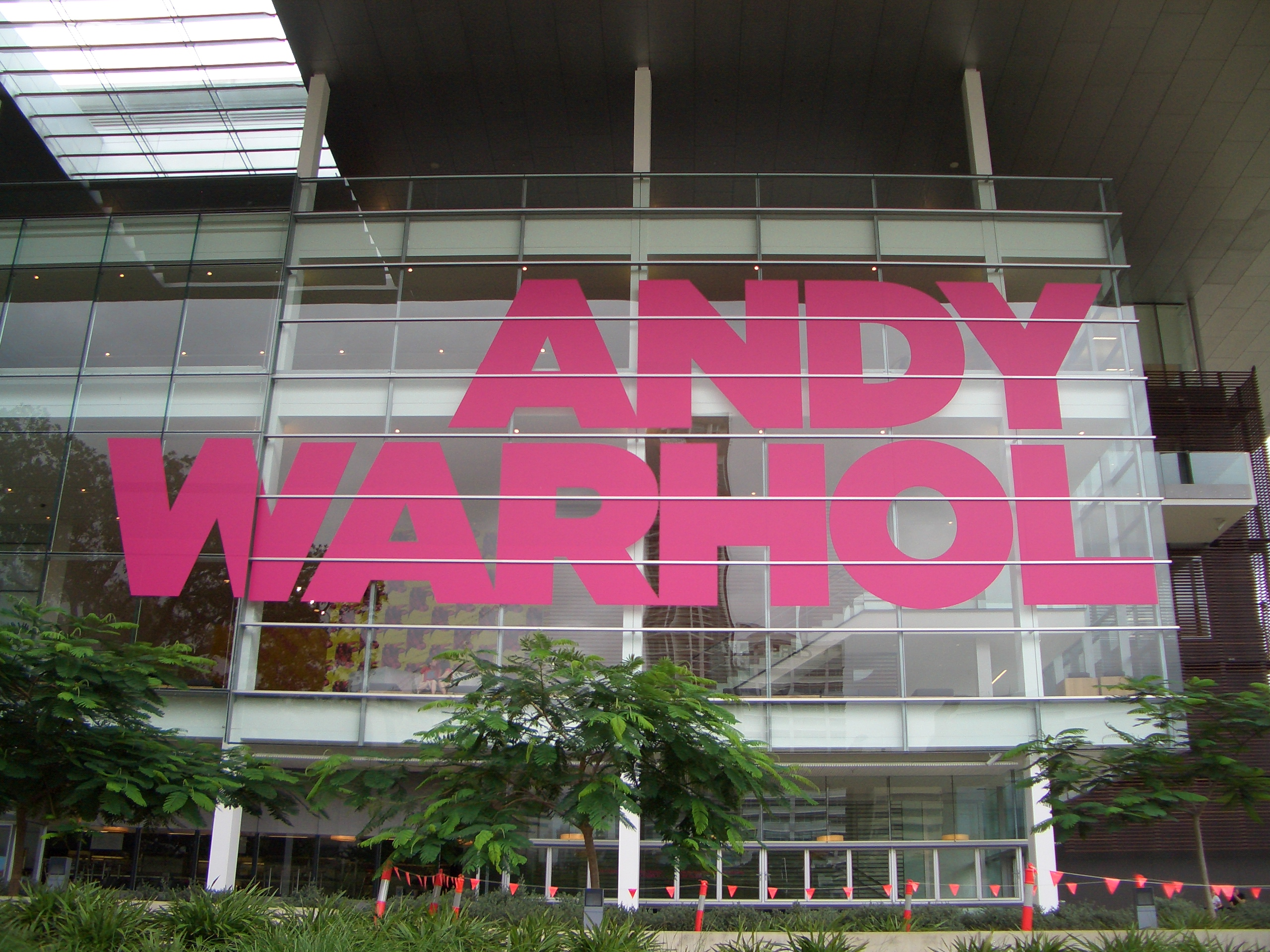
Выставка Энди Уорхола
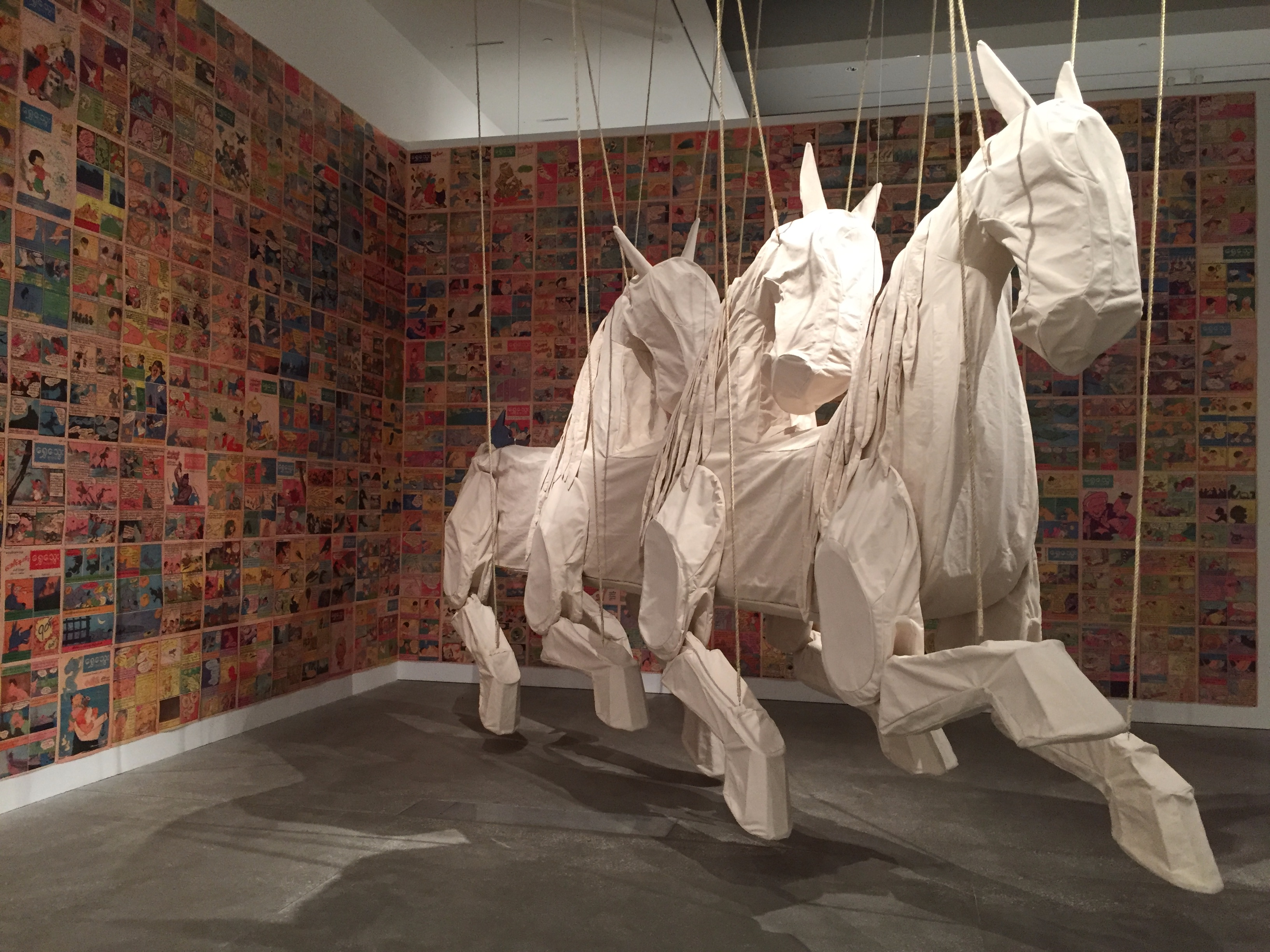
Выставка APT8
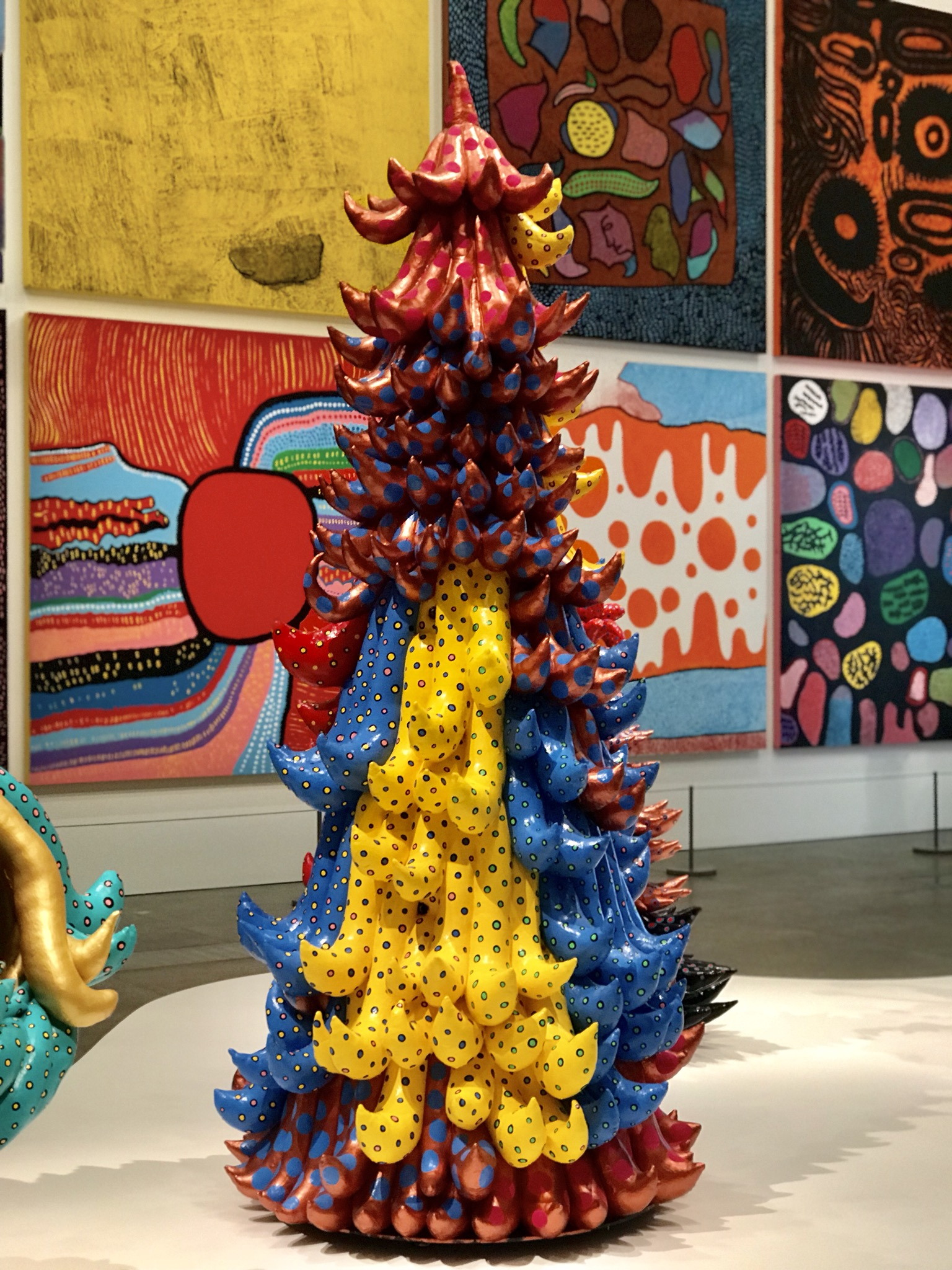
Яёи Кусама
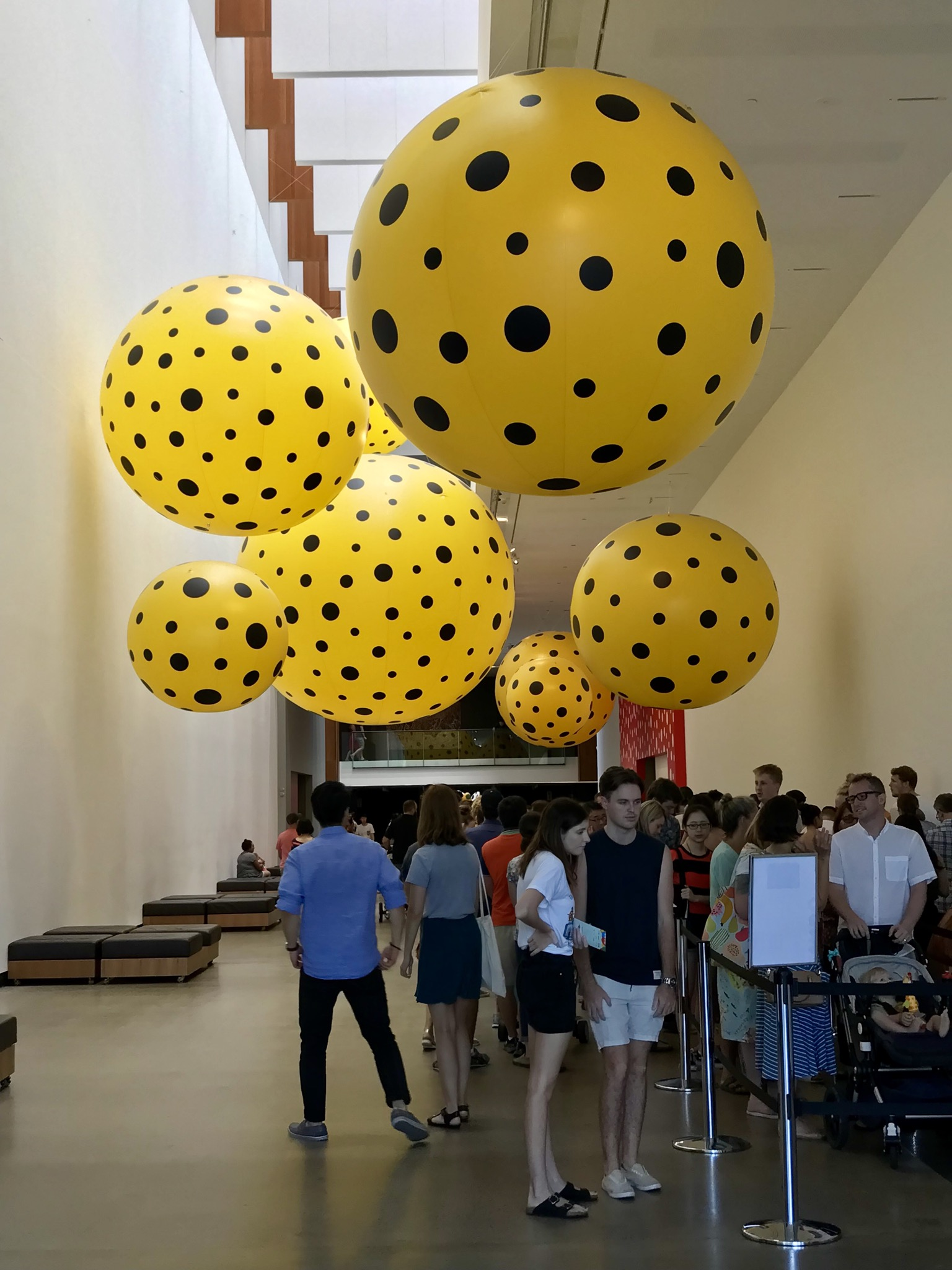
Яёи Кусама
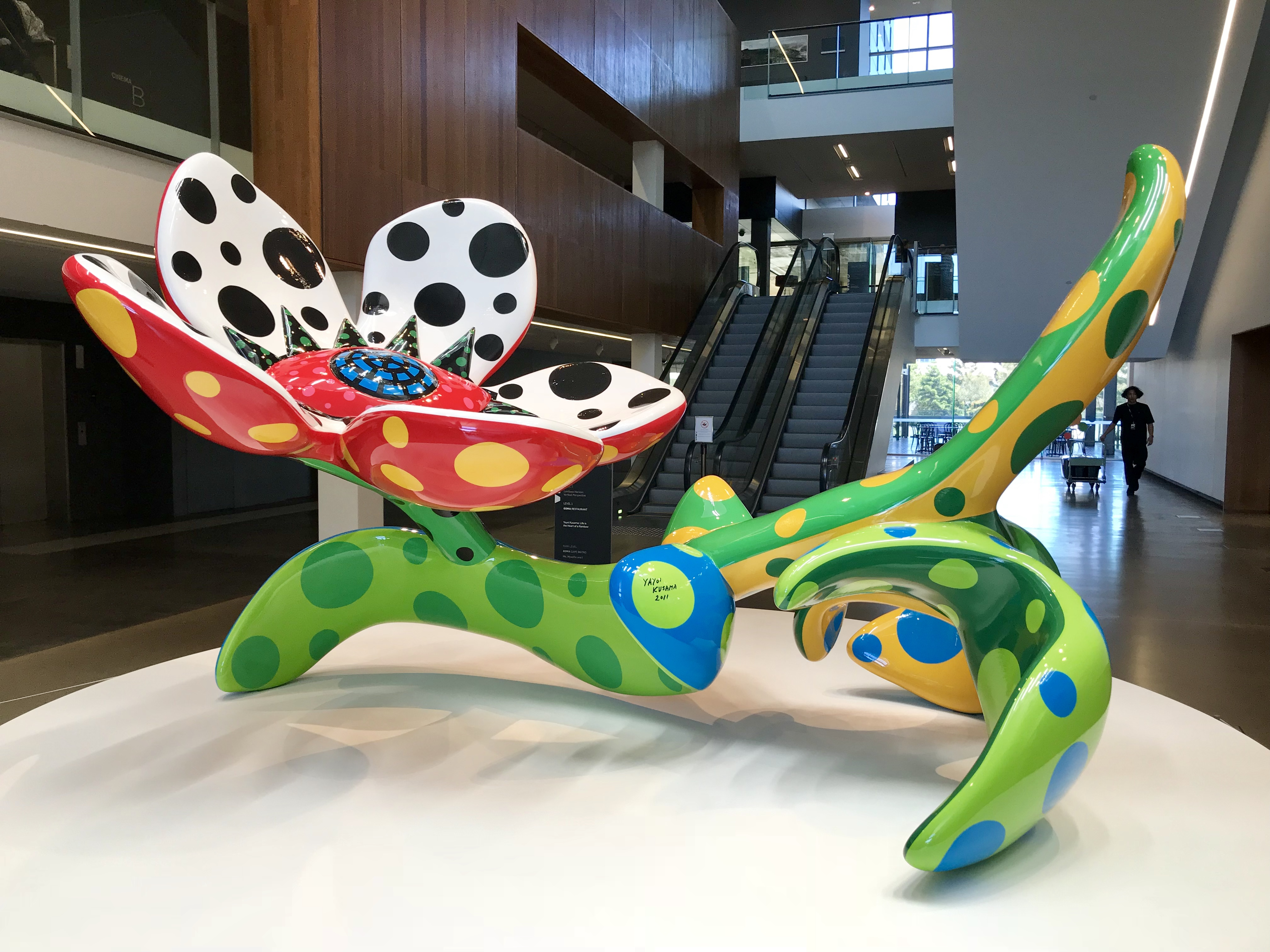
Яёи Кусама